# Császár-Polyeder
Das Császár-Polyeder ist ein nicht-konvexes Polyeder mit einem Loch, bestehend aus 14 Dreiecks-Seiten, 21 Kanten und 7 Ecken. Es hat keine Diagonalen und ist neben dem Tetraeder das einzige bekannte Polyeder mit dieser Eigenschaft (mit der zusätzlichen Voraussetzung, Rand einer Mannigfaltigkeit zu sein). Jedes Eckenpaar ist durch eine Kante verbunden.

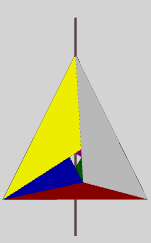

Das Polyeder hat die Topologie eines Torus (Euler-Charakteristik {\displaystyle \chi =0})
Es wurde 1949 von Ákos Császár eingeführt.
Es ist dual zum Szilassi-Polyeder.